# Premier Division (1982/1983)
Premier Division (1982/1983) – był to 86. sezon szkockiej pierwszej klasy rozgrywkowej w piłce nożnej. Sezon rozpoczął się 4 września 1982, a zakończył się 14 maja 1983. Brało w niej udział 10 zespołów, które grały ze sobą systemem „każdy z każdym”. Tytułu mistrzowskiego nie obronił Celtic. Nowym mistrzem Szkocji zostało Dundee United, dla którego był to pierwszy tytuł mistrzowski w historii klubu. Tytuł króla strzelców zdobył Charlie Nicholas, który strzelił 29 bramek.

## Zasady rozgrywek
W rozgrywkach brało udział 10 drużyn, walczących o tytuł mistrza Szkocji w piłce nożnej. Każda z drużyn rozegrała po 4 mecze ze wszystkimi przeciwnikami (razem 36 spotkań).

## Drużyny
| Uczestnicy poprzedniej edycji                                                                                 | Uczestnicy poprzedniej edycji | Uczestnicy poprzedniej edycji | Uczestnicy poprzedniej edycji |
| --- | ----------------------------- | ----------------------------- | ----------------------------- |
| CEL | Celtic                        | 1                             |                               |
| ABR | Aberdeen                      | 2                             |                               |
| RAN | Rangers                       | 3                             |                               |
| DNU | Dundee United                 | 4                             |                               |
| STM | St. Mirren                    | 5                             |                               |
| HIB | Hibernian                     | 6                             |                               |
| MOR | Greenock Morton               | 7                             |                               |
| DNE | Dundee                        | 8                             |                               |
| Awans z Scottish First Division 1981/1982                                                                     |                               |                               |                               |
| MTH | Motherwell                    | 1                             |                               |
| KIL | Kilmarnock                    | 2                             |                               |
| Oznaczenia: - kolumna pierwsza – skróty nazw drużyn, - kolumna trzecia – miejsce zajęte w poprzednim sezonie. |                               |                               |                               |

## Stadiony
| Miasto     | Stadion             | Klub            | Pojemność |
| ---------- | ------------------- | --------------- | --------- |
| Aberdeen   | Pittodrie Stadium   | Aberdeen        | 20 866    |
| Dundee     | Dens Park           | Dundee          | 11 850    |
| Dundee     | Tannadice Park      | Dundee United   | 14 223    |
| Edynburg   | Easter Road Stadium | Hibernian       | 20 421    |
| Glasgow    | Celtic Park         | Celtic          | 80 000    |
| Glasgow    | Ibrox Stadium       | Rangers         | 80 000    |
| Greenock   | Cappielow Park      | Greenock Morton | 11 100    |
| Kilmarnock | Rugby Park          | Kilmarnock      | 17 889    |
| Motherwell | Fir Park            | Motherwell      | 13 677    |
| Paisley    | St. Mirren Park     | St. Mirren      | 10 800    |

## Tabela końcowa
| Lp. | Drużyna             | M  | Z  | R  | P  | Bramki | Bramki | Różn. | Pkt | Uwagi                          |
| --- | ------------------- | -- | -- | -- | -- | ------ | ------ | ----- | --- | ------------------------------ |
| 1   | Dundee United (M)   | 36 | 24 | 8  | 4  | 90     | 35     | +55   | 56  | Puchar Europy • 1R             |
| 2   | Celtic              | 36 | 25 | 5  | 6  | 90     | 36     | +54   | 55  | Puchar UEFA • 1R               |
| 3   | Aberdeen (P)        | 36 | 25 | 5  | 6  | 76     | 25     | +51   | 55  | Puchar Zdobywców Pucharów • 1R |
| 4   | Rangers             | 36 | 13 | 12 | 11 | 53     | 41     | +12   | 38  | Puchar Zdobywców Pucharów • 1R |
| 5   | St. Mirren          | 36 | 11 | 12 | 13 | 47     | 51     | −4    | 34  | Puchar UEFA • 1R               |
| 6   | Dundee              | 36 | 9  | 11 | 16 | 42     | 53     | −11   | 29  |                                |
| 7   | Hibernian           | 36 | 7  | 15 | 14 | 35     | 51     | −16   | 29  |                                |
| 8   | Motherwell          | 36 | 11 | 5  | 20 | 39     | 73     | −34   | 27  |                                |
| 9   | Greenock Morton (S) | 36 | 6  | 8  | 22 | 36     | 81     | −45   | 20  | Spadek do First Division       |
| 10  | Kilmarnock (S)      | 36 | 3  | 11 | 22 | 28     | 91     | −63   | 17  | Spadek do First Division       |

## Wyniki spotkań

### Mecze 1–18
| Gospodarz \ Gość | ABR | CEL | DNE | DNU | HIB | KIL | MOR | MTH | RAN | STM |
| Aberdeen         |     | 1:2 | 1:0 | 5:1 | 2:0 | 2:0 | 4:1 | 2:1 | 1:2 | 4:0 |
| Celtic           | 1:3 |     | 2:0 | 2:0 | 2:0 | 2:1 | 5:1 | 3:1 | 3:2 | 5:0 |
| Dundee           | 0:2 | 2:3 |     | 0:2 | 2:1 | 5:2 | 2:0 | 3:1 | 1:0 | 1:1 |
| Dundee United    | 2:0 | 2:2 | 1:0 |     | 3:0 | 7:0 | 6:0 | 5:0 | 4:2 | 3:0 |
| Hibernian        | 1:1 | 2:3 | 1:1 | 0:0 |     | 2:2 | 1:2 | 1:0 | 0:0 | 0:0 |
| Kilmarnock       | 0:2 | 0:4 | 0:0 | 1:1 | 1:1 |     | 3:1 | 0:2 | 0:0 | 2:2 |
| Greenock Morton  | 1:1 | 1:2 | 1:2 | 1:2 | 0:0 | 0:0 |     | 3:1 | 0:0 | 2:0 |
| Motherwell       | 0:2 | 0:7 | 1:0 | 0:2 | 0:1 | 4:1 | 3:1 |     | 2:2 | 2:0 |
| Rangers          | 0:1 | 1:2 | 1:1 | 0:0 | 3:2 | 5:0 | 1:1 | 4:0 |     | 1:0 |
| St. Mirren       | 1:1 | 1:2 | 0:0 | 0:2 | 3:0 | 3:2 | 1:1 | 3:0 | 2:2 |     |

Źródło: SPFL.co.uk
Objaśnienia:
1Drużyna gospodarzy jest wymieniona po lewej stronie tabeli.
Kolory: zielony – zwycięstwo gospodarzy, żółty – remis, różowy – zwycięstwo gości.

### Mecze 19–36
| Gospodarz \ Gość | ABR | CEL | DNE | DNU | HIB | KIL | MOR | MTH | RAN | STM |
| Aberdeen         |     | 1:0 | 3:1 | 1:2 | 5:0 | 5:0 | 2:0 | 5:1 | 2:0 | 0:1 |
| Celtic           | 1:3 |     | 2:2 | 2:3 | 4:1 | 4:0 | 2:0 | 3:0 | 0:0 | 1:1 |
| Dundee           | 0:2 | 2:1 |     | 1:2 | 0:1 | 0:0 | 3:3 | 3:1 | 2:1 | 2:5 |
| Dundee United    | 0:3 | 1:1 | 5:3 |     | 3:3 | 4:0 | 1:1 | 4:0 | 3:1 | 3:2 |
| Hibernian        | 0:0 | 0:3 | 0:0 | 0:0 |     | 8:1 | 2:0 | 1:1 | 1:2 | 1:1 |
| Kilmarnock       | 1:2 | 0:5 | 2:0 | 0:5 | 0:2 |     | 4:0 | 1:1 | 0:1 | 2:2 |
| Greenock Morton  | 1:2 | 0:3 | 1:0 | 0:4 | 0:1 | 3:0 |     | 0:1 | 0:5 | 0:2 |
| Motherwell       | 0:3 | 2:1 | 1:1 | 1:4 | 2:0 | 3:1 | 4:1 |     | 3:0 | 0:0 |
| Rangers          | 2:1 | 2:4 | 1:1 | 2:1 | 1:1 | 1:1 | 2:0 | 1:0 |     | 4:0 |
| St. Mirren       | 1:1 | 0:1 | 2:1 | 1:2 | 3:0 | 2:0 | 2:3 | 4:0 | 1:0 |     |

Źródło: SPFL.co.uk
Objaśnienia:
1Drużyna gospodarzy jest wymieniona po lewej stronie tabeli.
Kolory: zielony – zwycięstwo gospodarzy, żółty – remis, różowy – zwycięstwo gości.